# Убља
Убља (слч. Ubľa) насељено је мјесто са административним статусом сеоске општине (слч. obec) у округу Сњина, у Прешовском крају, Словачка Република.

## Становништво
| Година:    | 1994. | 2004.   | 2014.   | 2024.   |
| ---------- | ----- | ------- | ------- | ------- |
| Број људи: | 869   | 873     | 794     | 760     |
| Разлика:   |       | +0,46 % | -9,04 % | -4,28 % |

| Година:    | 2023. | 2024.   |
| ---------- | ----- | ------- |
| Број људи: | 774   | 760     |
| Разлика:   |       | -1,80 % |

Према подацима о броју становника из 2024. године насеље је имало 760 становника.